# Adolf Essek
Adolf Jakob Karl Christian Essek (* 6. Mai 1883 in Wiesbaden; † 23. Oktober 1959 in Berlin) war ein deutscher Aufnahmeleiter und Produktionsleiter beim heimischen Film.

## Leben und Wirken
Essek wirkte in der Kaiserzeit mit wenig Resonanz als Theaterschauspieler an kleinen Bühnen (z. B. Mülheim) und als gastierender Künstler. Bereits zu Stummfilmzeiten stieß er zur Kinematografie. Dort ist er seit den frühen Jahren nach dem Ersten Weltkrieg als Aufnahmeleiter nachzuweisen. Hier arbeitete er zunächst bekannten Regisseuren wie Arnold Fanck (Der Berg des Schicksals), Hans Behrendt (Prinz Louis Ferdinand), Friedrich Zelnik (Der rote Kreis) und Wilhelm Dieterle (Frühlingsrauschen, Das Schweigen im Walde) zu.
Mit Anbruch der Tonfilm-Ära setzte er seine Arbeit in diesem Betätigungsfeld zu, wurde aber 1933/34 auch hin und wieder mit einer höherwertigen Produktionsleitung (wie bei Peer Gynt mit Hans Albers in der Titelrolle) betraut. Beim Historienfilm Trenck stand er 1932 neben drei hauptberuflichen Bildgestaltern auch einmal hinter der Kamera. Seine letzten wichtigen Arbeiten vor Ausbruch des Zweiten Weltkriegs, der Esseks filmische Tätigkeit unterbrach, waren die beiden Erfolgsstreifen Der Mustergatte mit Heinz Rühmann und Wasser für Canitoga, erneut mit Albers.
Nach dem Krieg kehrte der Mittsechziger nur noch 1947 für das Trümmerfilm-Zeitbild Wege im Zwielicht von Gustav Fröhlich zur Branche zurück. Essek, dessen Bruder der Schauspieler Rudolf Essek war, starb 1959 in Berlin-Spandau.

## Filmografie
als Produktionsleiter
- 1933: Glück im Schloß
- 1933: Kleiner Mann – was nun?
- 1933: Mister Herkules (Kurzfilm)
- 1933: Schlagerpartie (Kurzfilm)
- 1934: Abenteuer im Südexpreß
- 1934: Peer Gynt